# Gilbert Manier Muvunyi
Gilbert Manier Muvunyi (Kigali, Ruanda, 3 de marzo de 1990) es un exfutbolista ruandés, naturalizado francés. Jugó por último en los SNHU Penmen, el equipo de fútbol de la Universidad del Sur de New Hampshire.
Actualmente es el entrenador de la A.S. Monterblanc.

## Carrera
Nacido en Kigali, Ruanda, es hijo de Philippe y Jacqueline Hategekimana Manier. Creció en la región de Rennes, Francia. Pasó por las divisiones inferiores del US Mordelles, y en el año 2003 se traspasó a la cantera del Stade Rennes, formando parte del equipo que se coronó campeón de la Copa Gambardella en 2008. Posteriormente, debutó en la temporada 2009/2010 con el equipo reserva del Rennes, donde participó en 21 partidos sin lograr anotar goles.
Una vez finalizado su contrato con el Rennes en 2010, continuó su carrera en varios clubes locales de Francia. Jugó para el FC Dinan-Léhon desde junio de 2010 hasta julio de 2011, luego se unió a la Vitréenne FC de julio a octubre de 2011, y finalmente formó parte del OC Cesson en el año 2012.
En 2013, decidió embarcarse en su carrera universitaria como futbolista al unirse al equipo de fútbol del Martin Methodist College en Tennessee. Al año siguiente, transfirió sus habilidades al equipo de fútbol de la Universidad del Sur de Nueva Hampshire, conocido como SNHU Penmen. Permaneció en los Penmen desde 2014 hasta 2016, participando en un total de 51 partidos, en los cuales logró marcar 6 goles y contribuyó con 12 asistencias.
Como entrenador
En septiembre de 2022, fue nombrado entrenador de la A.S. Monterblanc, de la Liga Distrital de Morbihan, la 9ª división de fútbol de Francia.